# Rance -光をもとめて-
『Rance -光をもとめて-』（ランス ひかりをもとめて）は、日本のゲームブランド・アリスソフトより1989年7月15日に発売されたアダルトゲームである。Ranceシリーズの第1作目であり、ゲーム『Intruder』と同じくして発売されたアリスソフトのデビュー作でもある。
2013年9月27日にはリメイク版の『ランス01 光をもとめて』がWindows向けに発売されたほか、リメイク版をアニメ化したOVA『ランス01 光をもとめて THE ANIMATION』やコミカライズを含めたメディアミックス展開がなされている。

## リリース
ゲーム制作会社チャンピオンソフトに勤めていた本作の開発者・TADAは、会社の経営が傾きかけていたところでエロゲーの制作を提案し、会社内で新ブランド・アリスソフトを1989年4月に立ち上げた。本作を含めゲーム『Intruder』・『クレセントムーンがぁる』の3作品が同時並行で制作されたが、TADAの好みからファンタジックな世界を舞台として制作されたのが本作『Rance -光をもとめて-』に当たる。同年7月15日に『Intruder』と同時発売され、これら2作品は同ブランドのデビュー作となった。当時『Rance -光をもとめて-』はPC-8800SR・PC-9801VM・X68000・FM TOWNS・MSXの5つのプラットフォームに向けてリリースされたが、のちの1997年12月に発売されたWindows用ソフト『ALICEの館4・5・6』でも本作の移植版が収録されている。その後アリスソフトの「配布フリー宣言」対象ソフトとなったため、ユーザ側でインターネット上での配布が解禁されたほか、ストーリーをまとめたダイジェスト版も公式配布された。
さらにはアリスソフトの母会社であるチャンピオンソフトの設立から30周年となる2013年の9月27日にはリメイク版である『ランス01 光をもとめて』がWindowsに向けて発売された。リメイク作品のパッケージ版は80年代当時の商品包装を模したプラスチックケースを採用し、限定数での生産となった。ロットアップ以降はダウンロード版のみが販売されている。そのほか、後述のようにリメイク版の派生作品としてOVA『ランス01 光をもとめて THE ANIMATION』が制作され、コミカライズもなされている。

## あらすじ
鬼畜戦士の異名を持つランスは、行方不明となってしまった名家のお嬢様・ヒカリを捜す依頼を受けた。そこで彼は相棒であり奴隷のシィルをヒカリが通っていたパリス学園に侵入させる。シィルは魔法による読心術で調査を開始する一方でランス自身もリーザス王国内に乗り込み、通行手形を手に入れることで街の中心に所在するリーザス城への潜入に成功するが、城内で開催されていたコロシアムに出場することになる。結果的に大会での優勝を勝ち取ったランスは王女・リアに指輪の捜索を依頼される。ランスは幽霊の女の子・ラベンダーがその持ち主であることを突き止めるが、彼女の話を聞いてリア王女が諸悪の根源であることを知る。情報を得たランスは彼女を糾弾するため城へと向かいお仕置きとばかりに彼女の貞操を奪う。これによりランスはリアから結婚を迫られ、追われる身となるのであった。

## システム
美少女ゲーム誌上では、本作のシステムについて様々な見解が掲示されている。まず、雑誌『PC ANGEL』の増刊『美少女ゲーム傑作選』やパソコンゲーム誌の編集者を務めた経験のある前田尋之によれば、本作はコマンド選択形式のアドベンチャーゲーム (AVG) とダンジョン探索などを行うロールプレイングゲーム (RPG) の要素が共存するとされている。前者ではシステム自体はRanceシリーズの歴代作品と類似しているが、主人公を育成するなどの RPG 的な要素には乏しいとし、前田は本作のシステム自体は AVG であるものの、RPG に見せかけるような工夫が凝らされているとした。そのほか『エロゲー文化研究概論』を著した宮本直毅も「ファンタジーAVG兼RPG」と表現し、歴代の美少女ゲームに関する批評を収集した『パソコン美少女ゲーム歴史大全1982‐2000』に掲載されたライター・はまぐちしんたろうのレビューでは「クエスト型RPG」と形容されている。システムに関しては、開発側も後述の通り、AVGのシステムを利用してRPG風に作り上げたと言及している。
リメイク版では前作の構成要素全てが強化されており、AVGとRPGを組み合わせたものとなっている。
たとえば移動手段の場合、オリジナル版では「東・西・南・北」コマンドから選択するのに対し、リメイク版では移動先をクリックする形で直接移動できるようになっている。
また、リメイク版の戦闘シーンは冒険で手に入れた武器や防具などの「チップ」を選び敵と戦う形式で進行する。加えて、攻撃は敵味方同時に繰り出されるため、相討ちもありうる。

## 登場人物
声優はOVA『ランス01 光をもとめて THE ANIMATION』での配役である。
ランス
声 - 由嘉鈍
本作の主人公である冒険者。
シィル・プライン
声 - 高橋さや
魔法処理によってランスの奴隷とされている魔法使い。本作ではRanceシリーズの歴代作品とは違い、主人公・ランスは奴隷であるシィルと同伴して行動を行うことは無いが、シィルの元を訪れることで魔法の会得や体力の回復などが可能になっていた。
堀川 奈美（ほりかわ なみ）
声 - 黒井音瑚
旅館「あいすくりーむ」（01では「氷砂糖」）の女将。
パティ・ザ・サマー
声 - 青葉りんご
リーザス王国にある道具屋「ちゃん」（01では「バルチック」）の主人。明るい性格で、ことあるごとにランスを振り回す。
ミリー・リンクル
声 - 藤森ゆき奈
リーザス王国にある武器屋「PONN」（01では「あきらめ」）の主人。無口な人物で、対照的な性格であるパティとは親しい。
ウィリス・藤崎
声 - 羽瀬らいる
冒険者のレベルを上げる「レベル屋」の経営者で、レベル神になることを夢見ている。
ネカイ・シス
声 - 御苑生メイ
盗賊団「かぎりない明日戦闘団」の副団長。
マリス・アマリリス
声 - 加賀ヒカル
リアの侍女。
パルプテンクス・フランダース
声 - かわしまりの
酒場「ふらんだーす」の看板娘。
謎の忍者（見当 かなみ）
声 - 真中海
リーザス王国の王女リアの部下であるくノ一で、ランス達を追いかけている。
メナド・シセイ
声 - 桜川未央
リーザス城の門番。
ユラン・ミラージュ
声 - 壱伊なるせ
リーザスの城内にあるコロシアムのチャンピオンである女剣闘士。
リア・パラパラ・リーザス
声 - 萌花ちょこ
リーザス王国の王女にして、実質的な支配者。
ヒカリ・ミ・ブラン
声 - 星咲イリア
大富豪であるブラン家の次女。
ラベンダー
声 - 雪村とあ
リア王女による責め苦の末、自殺してしまい幽霊となった女の子。
キース・ゴール
声 - 雨戸武治
アイスの町のギルドマスター。
ボブザ・フランダース
声 - 戸塚和也
酒場「ふらんだーす」の経営者で、パルプテンクスの父。
ライハルト
声 - 浪速辰
甲州院 葉月（こうしゅういん はづき）
王立カジノのディーラー。
ジャン
ランスがコロシアムで出会った闘士。

## 開発
開発当時のアリスソフトではRPGを制作する環境が整っていなかったが、本作ではAVGを無理やり改変することによってRPG風に仕立て上げられた。ソフトウェアはプログラミング言語のBASICを用いて記述されており、TADAが女性キャラクターのグラフィック以外の開発・制作を全て担当した。彼は作品の出来について「チャンピオンソフトでの経験はあったんですが、いま思うと「よくあれを発売したなあ」というレベルでしたね。（中略）学生時代に作れなかった同人ソフトを社会に出てから作ったようなものですね。」と2019年のインタビューで振り返っている。なお、Ranceシリーズでは1作目となる本作から「アリスの館」という制作者のコメントコーナーが設けられており、これはTADAのチャンピオンソフト所属時代に発売していたディスクマガジンでの企画を踏襲したものとなっている。

### セッティング
TADAは様々なRPGをプレイする中で、主人公が得た力を世界や人々のために使う点に疑問を抱き、普通は手に入れた力をまずは自分のために使うだろうという考えから、ランスという傍若無人でスケベな主人公像を作り上げた。相棒のシィルはTADAによって当初は「勇敢で元気な魔法使い」というキャラクター設定が設けられていたが、グラフィッカーのYUKIMIの提案により、奴隷という設定が追加された。そのほかTADAはスライムやエルフといったファンタジー作品によく出てくる種族をそのまま流用するのではなく、これらをハニーやカラーといったオリジナルの種族に置き換えて登場させた。

### リメイク
初期作品を遊びたいファンがいると考えたTADAは、オリジナル版を試しにプレイしたところ、あまりの古さと恥ずかしさにそのままでは出せないと判断し、リメイクを考えた。TADAが社内で募集をかけたところ、ゲーム『大帝国』の開発に参加したいってんちろくと、『闘神都市III』などにサブ原画として参加した魚介が手を挙げ、作品制作を手掛けた。
リメイク版では作中でオリジナル版のBGMが流れるという演出が設けられ、当初はPC-98から録音した原曲を使用する予定だった。
だが、社内にPC-98がなく、中古店での購入もできなかったため、同機の代わりに魚介の実家にあったPC-286を用いて録音したものが使われた。

## 反響

### オリジナル版
本作の初期ロットは約600本という少ない本数だったが、徐々に売り上げを伸ばし、最終的には当時のチャンピオンソフトの基準で「売れた」と判断できる本数にまで達したという。
また、専門誌のライター陣からは以下のような評価を受けている。まず、『パソコン美少女ゲーム歴史大全1982‐2000』に参画したはまぐちしんたろうは、本作は2000年付近の作品水準と比較して RPG としての攻略難易度が高いとしている。主人公のランスに関しては、敬語を使用するなどの点においてその他のRanceシリーズとは一風変わった設定になっているとはまぐちが指摘しているが、前田尋之は鬼畜戦士としてのランスはシリーズ「1作目から彼の個性は抜きん出ている」と評している。CGについては、リリース当時の美少女ゲーム業界では多くの作品が（PC-8801向けの）デジタル8色で描かれていたが、本作はアナログ16色を採用した初めてのアダルトゲーム作品であったとも言及されている。TADAは個人用で16色ボードを購入したことがアナログ16色CGに挑戦するきっかけになったと話しており、美少女ゲーム雑誌『電撃姫』はこの斬新さがユーザーからの反響に繋がったとしている。

### リメイク版
リメイク版はゲームやアニメなどを取り扱う通販サイトGetchu.comによって集計されたゲームセールスランキングで発売月である2013年9月に8位を獲得している。その一方、年間を通しての同ジャンルのセールスランキングでは50位圏外となった。そのほか、販売サイトDMM GAMES.R18でも2014年以降に有料ゲームの総合ランキングが設けられており、リメイクのダウンロード版は2014年の年間ランキングで91位に位置している。

## OVA
リメイク版のOVA化作品である『ランス01 光をもとめて THE ANIMATION』は、2014年から2019年にかけてDVDおよび全話収録のBlu-ray Disc、ゴールドディスクが発売された。ダウンロード版は単品動画として配信されている。

### 制作
OVA版『ランス01』は、ピンクパイナップルのプロデュースのもと、アニメーションスタジオ・セブンによって制作が行われた。アダルトアニメ作品の『恋騎士 Purely☆Kiss』などで知られる西川貴史は、ピンクパイナップルのプロデューサーである吉田小陰によって本作の監督に指名された。
アニメ化を企画するにあたり、通常の企画書では原作の絵をトレースしたようなイラストが用いられるが、西川は劇中の場面を想定したイメージボードを準備しアリスソフト側に提出した。これによってアリスソフト側に西川のイメージがスムーズに伝わり、映像化の許諾にこぎつけた。そして脚本が執筆された後、西川と親しい間柄の漫画家・堤抄子によって絵コンテが用意され、それを基準として演出構成が決定された。西川は本格的なファンタジーの制作は手掛けるのが初めての試みであったため、幼少期から親しんでいた『ロードス島戦記』を代表とするファンタジー作品をなぞらえるように制作を行ったと話している。
アニメ化に際してはユーザーの目線を重視する方針がとられ、例としてスタッフの知り合いのRanceシリーズファンへの聞き取りや、ファンサイトの調査が行われた。
具体的には、美術設定の検証のために長年の『Rance』ファンが起用されている。
また映像特典として、ラベンダーへの過酷な拷問シーンだけを描いた4分弱の短編アニメ『リーザスの闇』がセル版DVD第3話に収録された。これは後に発売されたBlu-ray Discおよびゴールドディスクにも収録されているが、レンタル版DVD第3話（JDRA-57283）では割愛されている。

#### キャラクター設定
ランスのデザインは企画書用に書き起こされたデザインがほぼそのまま採用された。また、女性ファンからも好かれるようにするため、鬼畜でありながらも明るい少年のようなところをもち合わせたキャラクター像とされた。ヒロインのシィル・プラインはメインヒロインながらも、なかなか一番人気になれないという現況を鑑みた西川により、ほおに髪の毛をかけるなどして色気を出す試みが行われた。ランスを振り回す道具屋のパティ・ザ・サマーに関しては彼女の明るい性格を表現するため、じっとしているときでも髪の毛が跳ねているように描かれ、耳が隠れないように描かれた。また、旅館「氷砂糖」の女主人・堀川奈美は華やかな感じを出すために、振袖を着た女性としてデザインされ、盗賊のネカイ・シスの衣装はファンタジー色の強いデザインが施された。しかしながら、彼女の衣装はパーツが多い上に、左右で差異があったため、制作側では色の塗り間違いなどのトラブルが起きやすかったという。そのほか、とらわれの町娘であるパルプテンクス・フランダースは、西川の監修の下、ピンクパイナップルの別作品で監督を務めた小原和大がデザインを手がけた。

#### キャスティング
キャスティングに関しては細心の注意が払われ、ファンの意見、西川のイメージ、アリスソフトの意見をすりあわせた上で選定され、演技の指導にはアリスソフトも参加した。
ランス役の由嘉鈍は、アリスソフト側のイメージと西川のイメージが一致する形で選ばれた。ほかの声優も同様の理由で選定された。ランスの配役に関してネカイ役の御苑生メイは、ランスの声は自分の中のイメージに合っていたので演じやすかったとTGSmartとのインタビューの中で振り返っている。ナレーターとしては勅使河原冬子が起用され、お笑いコンビのNOモーション。も声優として参加している。
ネカイ役に御苑生メイを起用することは制作陣の間で初期の段階から決まっており、ゆえに西川は作画時にイメージしやすかったとしている。
御苑生はリメイク元である『Rance』は美少女ゲームを知るきっかけになった作品であると述べており、御苑生自身は『Rance』をプレイした時にネカイを見たことがなかったため、初めて台本を読んだ際、色気のある大人の女性であるという印象を抱き、それに合わせて少し色気のある演技をしようと考えたという。しかしその後、ネカイがかわいらしいキャラクターであると分かり、それに合わせた演技をしたと話している。

### シリーズ
DVD
- 第1話「ランス、起つ!!」 2014年12月26日発売 JDXA-57271
- 第2話「進行!! リーザス中枢」 2015年6月26日発売 JDXA-57275
- 第3話「ランス、断つ!!」 2016年1月29日発売 JDXA-57276
- 第4話「そして、王道へ…」 2016年6月24日発売 JDXA-57277

Blu-ray Disc
- 「ランス01 光をもとめて THE ANIMATION」 ブルーレイ 完全版 2017年12月22日発売 JDBA-57454

ゴールドディスク
- 「ランス01 光をもとめて THE ANIMATION」ゴールドディスク 2019年5月31日発売 JDXA-57524

## コミック
リメイク版『ランス01 光をもとめて』は漫画家の夕霧によってコミカライズされ、24ページの読み切り版が『コミックメガストアα』の2014年3月号に掲載された。本作はその翌年に発売された夕霧の単行本に収録されている。
- 快楽ほりっく (2015年7月31日、コアマガジン／メガストアコミックス） ISBN 978-4-86436-791-2